# Antipodogomphus hodgkini
Antipodogomphus hodgkini là loài chuồn chuồn trong họ Gomphidae. Loài này được Watson mô tả khoa học đầu tiên năm 1969.